# Estonska vlada u izgnanstvu
Estonska vlada u izgnanstvu (est.: Eesti Vabariigi valitsus eksiilis) bila je formalno proglašena vlada Republike Estonije u izgnanstvu, koja je postojala od 1944. godine do ponovne uspostave vladinog suvereniteta nad teritorijem Estonije 1992. godine. Estonska vlada u izgnanstvu temeljila je svoju legitimnost na ustavnoj sukcesiji u odnosu na posljednju legalno izabranu estonsku vladu prije sovjetske okupacije 1940. godine. Za svo vrijeme svog postojanja, vlada u izgnanstvu bila je jedina međunarodno priznata estonska vlada (vlasti Estonske SSR bile su ograničeno priznate u sklopu sovjetske sfere utjecaja). 

## Pozadina
Sovjetski Savez okupirao je Estoniju u lipnju 1940. godine. Tadašnji predsjednik, Konstantin Päts, uhapšen je i deportiran u Sovjetski Savez, gdje je umro u zatvoru 1956. godine. Velik broj bivših premijera i predsjednika je uhapšen, deportiran ili pogubljen, uključujući i osam bivših državnih poglavara i 38 ministara; oni koji su izbjegli sovjetski teror otišli su u ilegalu. 
Lažni izbori održani su 14. i 15. srpnja 1940. godine, a glasačima je prezentirana tek jedna lista na kojoj su mahom bili članovi Komunističke partije. Ti se izbori danas, formalnopravno, smatraju nezakonitima i protuustavnima, s obzirom na to da su provedeni temeljem izbornog zakona koji nije dobio odobrenje tadašnjeg Gornjeg doma, kako je predviđao Ustav Estonije iz tog vremena. Naime, gornji dom parlamenta raspušten je nedugo nakon okupacije i više se nikada nije sastajao. Tzv. "Narodni Riigikogu", čije su predstavnike građani Estonije birali, sastao se 21. srpnja sa samo jednom točkom dnevnog reda - donošenje rezolucije o proglašenju Estonije sovjetskom republikom i peticije o pristupanju Sovjetskom Savezu. Rezolucija je, dakako, usvojena jednoglasno. 
Päts, koji je u to doba bio u sovjetskom pritvoru, bio je prisiljen podnijeti ostavku 21. ili 22. srpnja, ovisno o izvoru. Sukladno čl. 46. Ustava Estonije, Johannes Vares, koji je od lipnja bio na čelu marionetske komunističke vlade u Estoniji, preuzeo je funkcije Predsjednika kao "Premijer u službi Predsjednika Republike" te je predsjedao zemljom tijekom posljednje faze sovjetske aneksije, dok Estonija nije formalno postala dio Sovjetskog Saveza 9. kolovoza 1940. godine. 
Međutim, Jüri Uluots, posljednji ustavno izabrani premijer Estonije prije sovjetske invazije, tvrdio je kako je Varesovo imenovanje na mjesto premijera nezakonito te kako je on jedini legitimni nasljednik Konstantina Pätsa. Uluots je pokušao iskoristiti njemačku invaziju u srpnju 1941. kako bi imenovao novu vladu, međutim nacisti su izričito odbili priznati Estoniju kao suverenu državu, želeći tako napraviti isto što i Sovjeti - okupirati Estoniju.

## Povijest

### Sovjetska i nacistička okupacija u Drugom svjetskom ratu
Drugi svjetski rat u Estoniji bio je iznimno turbulentno razdoblje. Estonija je uspjela zadržati svoju neovisnost do 1940. godine, kada je Sovjetski Savez izvršio okupaciju zemlje. Nedugo zatim formirana je Estonska Sovjetska Socijalistička Republika. Zbog činjenice da su godinama trpjeli represiju što od Ruskog Carstva, što od Sovjetskog Saveza, Estonci su 1940. godine spas vidjeli u Trećem Reichu, pogrešno vjerujući kako će im nacisti omogućiti i oslobođenje od sovjetske okupacije i neovisnost. Estonci su surađivali s nacistima u borbi protiv Crvene armije, istovremeno vjerujući kako će moći isposlovati nezavisnost za sebe nakon protjerivanja Sovjeta. 
Međutim, nedugo nakon što su estonski antisovjetski gerilci podigli estonsku zastavu u Tallinnu, nacisti su ju skinuli i zamijenili vlastitom zastavom. Time je Estonija prešla iz ruku jednog okupatora u ruke drugog okupatora, a diljem zemlje počeo se organizirati antifašistički pokret otpora. Istovremeno, estonski su političari kroz ilegalo djelovanje nastojali formirati strukture koje bi, u budućem trenutku, preuzele kontrolu nad zemljom. Nacionalni odbor Republike Estonije formiran je u razdoblju njemačke okupacije od strane bivših pripadnika estonskih vlada i članova antifašističkog pokreta otpora. Na čelu odbora u početku se nalazio Kaarel Liidak, a od sredine kolovoza 1944. godine predvodio ga je Otto Tief. Odbor, koji se 1. kolovoza 1944. godine proglasio vrhovnim upravnim tijelom u Estoniji, trebao je biti prijelazna struktura prilikom ponovne uspostave neovisnosti, jer su Estonci vjerovali kako će nakon njemačkog poraza dobiti podršku Zapada i moći se ponovo obraniti od sovjetskih pokušaja aneksije.

### Neuspjela uspostava neovisnosti i proglašenje vlade u izgnanstvu
Kao što je rečeno, estonske težnje za obnovom neovisnosti bile su aktivne još za vrijeme Drugog svjetskog rata. Premda su se bili riješili sovjetskih okupatora, Estonci su u tom trenutku bili pod nacističkom okupacijom te su shvatili kako ni Nijemci, kao ni Sovjeti, nemaju namjeru obnoviti estonsku neovisnost. U lipnju 1942. godine, estonski političari koji su preživjeli sovjetsku represiju održali su tajni sastanak bez znanja nacista, na kojem su raspravljali o formiranju tajne vlade i opcijama po pitanju očuvanja kontinuiteta državnosti. Dana 6. siječnja 1943. održan je sastanak u estonskom diplomatskom predstavništvu u Stockholmu. Kako bi se održao kontinuitet republike, odlučeno je kako Jüri Uluots mora nastaviti obnašati dužnost premijera, s obzirom na činjenicu da je po ustavu bio jedini legalni nasljednik izvršne vlasti u Estoniji. Dana 20. travnja 1944. godine Izborni je odbor Republike Estonije (est.: Vabariigi Presidendi Asetäitja Valimiskogu), koji je prema Ustavu bio zadužen za izbor v.d. Predsjednika, održao tajni sastanak u Tallinnu. Sastanku su prisustvovali:
- Jüri Uluots, posljednji premijer Estonije prije sovjetske okupacije.
- Johan Holberg, zamjenik vrhovnog zapovjednika oružanih snaga.
- Otto Pukk, predsjednik Zastupničkog doma.
- Alfred Maurer, drugi potpredsjednik Nacionalnog vijeća.
- Mihkel Klaassen, sudac Vrhovnog suda Estonije.

Odbor je utvrdio da je Pätsovo imenovanje Johannesa Varesa premijerom nezakonito te kako je Uluots preuzeo dužnosti predsjednika retroaktivno od 21. lipnja 1940. godine na dalje. Uluots je 21. lipnja 1944. godine, kao premijer u funkciji predsjednika republike, imenovao Otta Tiefa zamjenikom premijera. Dana 18. rujna iste godine, Uluots, koji je bolovao od karcinoma, imenovao je Tiefa v.d. premijerom te potvrdio novu vladu od 11 članova. Dva dana kasnije, Uluots je, zbog lošeg zdravlja, otputovao za Švedsku. Tief je preuzeo nove dužnosti u skladu s ustavom te je iskoristio njemačko povlačenje da proglasi obnovu legitimne i legalne vlade u Estoniji. Većina članova njegove vlade napustila je Tallinn 21. rujna, a sam Tief otišao je dan kasnije. Prema službenim izvještajima, estonska je vlada formalno obnovljena 21. rujna, a estonske su snage preuzele vladine prostorije u Toompeji i naredile preostalim Nijemcima da ih napuste. Nacistička zastava zamijenjena je estonskom trobojnicom na Pikk Hermannu. Međutim, Tiefova vlada nije uspjela zadržati stvarnu vlast u zemlji, s obzirom na to da su se jedinice koje je predvodio Johan Pitka borile i s Nijemcima i sa Sovjetima. Već 22. rujna 1944. godine, sovjetske su trupe osvojile Tallinn i skinule estonsku zastavu.
Nakon posljednje sjednice vlade održane 22. rujna u selu Põgari, Tiefova je vlada službeno napustila Estoniju. Međutim, samo je dio vlade uspio u tome. Naime, brod koji ih je trebao prevesti preko Baltika zakasnio je zbog problema s motorom, tako da su Tiefa i njegove suradnike uhapsili Sovjeti, te iz zatvorili, pogubili ili deportirali. Sam Tief deportiran je na Sibir, gdje je uspio preživjeti otprilike jedno desetljeće, nakon čega je vraćen u Estoniju, gdje je i umro 1976. godine. Jedino je ministar poljoprivrede, Kaarel Liidak, preživio ove događaje, ali je preminuo 16. siječnja 1945. godine skrivajući se od Sovjeta. Jüri Uluots preminuo je 9. siječnja 1945. godine u Stockholmu, a naslijedio ga je August Rei kao najstariji živući član vlade. Rei je imao podršku preživjelih članova Tiefove vlade, koji su uspjeli doći do Stockholma; sam Rei je u švedskoj prijestolnici boravio još od lipnja 1940. godine, kada je, kao posljednji estonski poslanik u Moskvi prije okupacije, pobjegao u Švedsku preko Rige. Rei će, kao Uluotsov nasljednik, istovremeno voditi i vladu i biti nominalni državni poglavar. Naime, u tom je razdoblju Otto Tief, koji je bio formalni premijer, bio u sovjetskom zatočeništvu na Sibiru, a ni Uluots ni Rei nisu imenovali nasljednika. Tako je Otto Tief, unatoč činjenici da je bio sovjetski zarobljenik, formalno i dalje bio na čelu estonske vlade u izgnanstvu, ali je faktički sve dužnosti obnašao August Rei, koji u ovom razdoblju još uvijek nije imenovao Tiefovog nasljednika.

### Hladni rat i obnova suvereniteta
Estonska je vlada u izgnanstvu ušla u Hladni rat djelujući iz Stockholma, kao jedina formalno proglašena vlada u izgnanstvu među bivšim baltičkim republikama. Ipak, kako je u Švedskoj postojala zabrana takvog oblika političkog djelovanja, barem u formalnom smislu, August Rei je 12. siječnja 1953. godine službeno proglasio formiranje estonske vlade u izgnanstvu sa sjedištem u Oslu. Istoga dana Tief je službeno razriješen svojih dužnosti, a njegovim je nasljednikom imenovan Johannes Sikkar. Međutim, iako su se borili za isti cilj, Estonci nisu bili potpuno ujedinjeni u svojim političkim nastojanjima, barem ne u prvom desetljeću Hladnog rata. Naime, uz tzv. Reijevu struju, postojala je druga, tzv. Maurerova struja, koja je smatrala kako neka vrsta predstavničkog dijela treba izabrati državnog poglavara u izgnanstvu. Predvodnik ove struje bio je Alfred Maurer, bivši zamjenik predsjednika skupštine, koji je 3. ožujka 1953. godine u njemačkom Augustdorfu izabran za vršitelja dužnosti predsjednika republike. Iako je Maurerova struja imala veću podršku među Estoncima u izgnanstvu, Maurer nikada nije sudjelovao u radu vlade u izgnanstvu, vjerujući kako je Tief još uvijek legalni premijer pa tako za tim nema potrebe, a cijela je njegova struja nestala s njegovom smrću 20. rujna 1954. godine. Od tog je trenutka Reijeva vlada bila jedini legitimni predstavnik Estonije u svijetu.
Estonska vlada u izgnanstvu nije imala značajan utjecaj za vrijeme Hladnog rata, ali je i dalje bila jedina formalno proglašena vlada u izgnanstvu od svih baltičkih republika. Latvija i Litva su svoj međunarodni utjecaj ostvarivale preko diplomatskih predstavništava. No, iako je estonska vlada u izgnanstvu djelovala, većina diplomatskih aktivnosti i svakodnevne administracije (poput izdavanja putovnica), bila je povjerena diplomatskim predstavništvima. U slučaju Estonije, glavno je središte bio konzulat u New Yorku. Naime, Sjedinjene Države bile su pogodna lokacija jer su temeljem Stimsonove doktrine odbijale priznati sovjetsku okupaciju Baltika te su smatrale estonsku vladu u izgnanstvu legalnim predstavništvom Estonije u svijetu. S obzirom na činjenicu da je konzulat u New Yorku bio centar diplomatske djelatnosti, vlada u Oslu imala je više simboličku, nego praktičnu ulogu u Hladnom ratu.
I druga su predstavništva imala značajne uloge u Hladnom ratu. Poznati je primjer estonskog konzulata u Irskoj, koji je pred Visokim sudom u Dublinu vodio spor protiv Sovjetskog Saveza koji je pokrenuo Ivan Majski, sovjetski ambasador u Ujedinjenom Kraljevstvu. Naime, radilo se o tome da su tri estonska broda (Otto, Piret i Mall) i dva latvijska (Rāmava i Everoja) dobila naredbu iz Moskve da pristanu u neku sovjetsku luku, ali su se oglušili te su odlučili pristati u neutralnu luku u Irskoj. Majski je tada pokrenuo spor kako bi vratio brodove u sovjetski posjed, ali je sud u Dublinu presudio protiv Sovjetskog Saveza zahvaljujući argumentaciji koju je iznio John McEvoy, počasni konzul Estonije.
Treba zaključiti da je estonska vlada u izgnanstvu, unatoč ograničenom dosegu, ipak imala utjecaja na očuvanje estonske državnosti u razdoblju Hladnoga rata. Nakon raspuštanja vlade i obnove estonske državnosti, estonski predsjednik Lennart Meri službeno se zahvalio vladi u izgnanstvu zbog njihovog djelovanja u ulozi čuvara kontinuiteta estonske države.